# Eburia pinarensis
Eburia pinarensis es una especie de escarabajo longicornio del género Eburia, tribu Eburiini, familia Cerambycidae. Fue descrita científicamente por Zayas en 1975.
Se distribuye por Cuba.

## Descripción
La especie mide 23 milímetros de longitud. El período de vuelo ocurre en los meses de febrero, marzo, abril, mayo, junio, julio, agosto, septiembre y octubre.